# Ophir du meilleur film
L’Ophir du meilleur film est la récompense qui désigne le meilleur film lors de la cérémonie des Ophirs du cinéma.

## Palmarès

### Années 1980
- 1984 : Au-delà des murs d'Uri Barbash
- 1989 : Ehad Mishelanu (he) d'Uri Barbash

### Années 1990
- 1990 : Shuroo de Savi Gabizon
- 1991 : Ehad Mishelanu (he) d'Uri Barbash
- 1992 : La Vie selon Agfa
- 1993 : Nikmato Shel Itzik Finkelstein (he)
- 1994 : Sh'Chur
- 1995 : Hole Ahava B'Shikun Gimel (he)
- 1996 : Clara Hakedosha d'Ari Folman et Ori Sivan (he)
- 1997 : Afula Express (he)
- 1998 : Zirkus Palestina (he)
- 1999 : Autour de Yana d'Arik Kaplun

### Années 2000
- 2000 : Ha-Hesder (he) de Joseph Cedar
- 2001 : Mariage tardif de Dover Kosashvili
- 2002 : Broken Wings de Nir Bergman
- 2003 : Ha-Asonot Shel Nina
- 2004 : Medurat Hashevet
- 2005 : Quel endroit merveilleux
- 2006 : Aviva Ahuvati de Shemi Zarhin et Adama, mon kibboutz de Dror Shaul (he)
- 2007 : La Visite de la fanfare d'Eran Kolirin
- 2008 : Valse avec Bachir d'Ari Folman
- 2009 : Ajami de Scandar Copti et Yaron Shani

### Années 2010
- 2010 : 
  - Le Voyage du directeur des ressources humaines d'Eran Riklis
  - La Grammaire intérieure de Nir Bergman
  - Once I Was d'Avi Nesher
  - Mabul de Guy Nattiv
  - HaMadrich LaMahapecha de Doron Tsabari
- 2011 : 
  - Footnote de Joseph Cedar
  - Boker Tov Adon Fidelman de Yossi Madmoni
  - Le Policier de Nadav Lapid
  - Off White Lies de Maya Kenig
  - My Lovely Sister de Marco Carmel
- 2012 : 
  - Le cœur a ses raisons de Rama Burshtein
  - Balada le'aviv ha'bohe de Benny Toraty
  - Joe + Belle de Veronica Kedar
  - Haolam Mats'hik de Shemi Zarhin
  - Ha-Mashgihim de Meni Yaesh
  - Rock the Casbah de Yariv Horowitz
- 2013 : 
  - Bethléem de Yuval Adler
  - Magic Men de Guy Nattiv et Erez Tadmor
  - Canailles Connection de Reshef Levi
  - Sukaryot de Joseph Pitchhadze
  - Shesh Peamim de Johnathan Gurfinkel
  - Ani Bialik d'Aviv Talmor
  - White Panther de Danni Reisfeld
- 2014 : 
  - Gett, le procès de Viviane Amsalem de Ronit Elkabetz et Shlomi Elkabetz
  - Zero Motivation de Talya Lavie
  - Fin de partie de Tal Granit et Sharon Maymon
  - Chelli de Asaf Korman
  - Yona de Nir Bergman
  - Is That You? (he) de Dani Menkin
- 2015 : 
  - Baba Joon de Yuval Delshad
  - Wounded Land d'Erez Tadmor
  - L'Esprit de l'escalier d'Elad Keidan
  - De douces paroles de Shemi Zarhin
  - Hatuna MeNiyar de Nitzan Giladi
  - 10% My Child d'Uri Bar-On
- 2016 : 
  - Tempête de sable d'Elite Zexer
  - The Bouncer de Meni Yaesh
  - Me'ever Laharim Vehagvaot d'Eran Kolirin
  - Une semaine et un jour d'Asaph Polonsky
  - Laavor et hakir de Rama Burshtein
- 2017 : 
  - Foxtrot de Samuel Maoz
  - Je danserai si je veux de Maysaloun Hamoud
  - Ga'agua de Savi Gabizon
  - Les Destinées d'Asher de Matan Yair
  - Mutalim Besafek d'Eliran Elya
- 2018 :   
  - The Cakemaker d'Ofir Raul Graizer[1]
  - Fig Tree (en) d'Alamork Davidian
  - Flawless (en) de Tal Granit et Sharon Maymon
  - Laces (en) de Jacob Goldwasser
  - Noble Savage (en) (Pere Atzil) de Marco Carmel

- 2019 :   
  - Incitement de Yaron Zilberman[2]
  - Isha Ovedet de Michal Aviad
  - Love Trilogy: Chained (en) (Chained) de Yaron Shani
  - Tel Aviv on Fire de Sameh Zoabi
  - The Unorthodox (he) d'Eliran Malka

### Années 2020
- 2020 :   
  - Asia de Ruthy Pribar
  - Africa de Oren Gerner
  - Here We Are de Nir Bergman
  - Sheifa lehaim de Assaf Abiri et Matan Guggenheim
  - The Dead of Jaffa de Ram Loevy

- 2021 :   
  - Et il y eut un matin de Eran Kolirin
  - Legend of Destruction de Gidi Dar
  - Le Genou d'Ahed de Nadav Lapid
  - La Mort du cinéma et de mon père aussi de Dani Rosenberg
  - Image of Victory de Avi Nesher

- 2022 :   
  - Cinema Sabaya (he) de Orit Fouks Rotem
  - Où est Anne Frank ! de Ari Folman
  - Le Voyage à Eilat de Yona Rozenkier
  - Valeria Is Getting Married de Michal Vinik
  - Karaoke de Moshe Rosenthal

- 2023 :   
  - Sheva Brachot (he) de Ayelet Menahemi
  - Home de Benny Fredman
  - The Vanishing Soldier de Dani Rosenberg
  - The Mistress de Greg Pritikin
  - Running on Sand de Adar Shafran